# ساندي بيرس
ساندي بيرس (بالإنجليزية: Sandy Pearce)‏ هو لاعب دوري الرغبي نيوزيلندي، ولد في 30 مايو 1883 في Double Bay ‏ في أستراليا، وتوفي بنفس المكان في 14 نوفمبر 1930.